# Olca
Az Olca egy rétegvulkán az Andokban, Chile és Bolívia határán. A közepén helyezkedik el egy 15 km hosszú Olca-Paruma sztratovulkáni sorozatnak. Nyugatra van a Cerro Minchincha, keletre a Paruma. Összetételében megtalálható az andezit és a dácit. A vonulat egyetlen aktivitása egy oldalkitörés volt 1865-től 1867-ig.